# Brigitte Burchardt
Brigitte Burchardt (z domu Hofmann, ur. 17 października 1954 w Weißenfels) – niemiecka szachistka, mistrzyni międzynarodowa od 1975 roku.

## Kariera szachowa
W latach 70. i 80. XX wieku należała do ścisłej czołówki szachistek Niemieckiej Republiki Demokratycznej. Wielokrotnie startowała w finałach indywidualnych mistrzostw kraju, zdobywając 10 medali: 3 złote (1975, 1978, 1979), 5 srebrnych (1972, 1976, 1980, 1982, 1990) i 2 brązowe (1970, 1983). Była również trzykrotną mistrzynią NRD w szachach błyskawicznych (1970, 1979, 1981).
Dwukrotnie wystąpiła na szachowych olimpiadach, w latach 1990 (w drużynie NRD) i 1992 (w drużynie Niemiec).
W 1974 r. zwyciężyła w turnieju w Piotrkowie Trybunalskim. W 1980 r. podzieliła I miejsce (wspólnie z Grażyną Szmacińską) w turnieju w Bydgoszczy, natomiast w 1990 r. odniosła kolejny sukces, zwyciężając w Aarhus. Wielokrotnie odnosiła sukcesy w międzynarodowych turniejach rozgrywanych w Halle (Saale), m.in. w latach 1975 (dz. I m. wspólnie z Iriną Lewitiną i Annett Wagner-Michel), 1976 (II m. za Walentyną Kozłowską), 1978 (I m.), 1979 (dz. I m. wspólnie z Ludmiłą Sauniną), 1982 (I m.) oraz 1987 (dz. II m. za Swietłaną Prudnikową).